# تومي موريسون (لاعب كرة قدم)
تومي موريسون (بالإنجليزية: Tommy Morrison)‏ (16 ديسمبر 1874 ببلفاست في المملكة المتحدة - 26 مارس 1940) هو لاعب كرة قدم أيرلندي شمالي في مركز الهجوم. شارك مع منتخب أيرلندا لكرة القدم. أما مع النوادي، فقد لعب مع غلينتوران ومانشستر يونايتد ونادي بيرنلي ونادي سلتيك وColne F.C. ‏.

## وصلات خارجية
- تومي موريسون على موقع ناشيونال فوتبول تيمز (الإنجليزية)
- تومي موريسون على موقع عالم كرة القدم.نت (الإنجليزية)